# Max Verstappen (poppenspeler)
Max Verstappen (Santpoort-Zuid, 24 november 1957) is een Nederlandse poppenmaker en -speler. Door kenners wordt hij ook wel 'de Nederlandse Jim Henson' genoemd.

## Levensloop

### Jeugd
Verstappen was zeven toen hij voor het eerst naar een poppentheatervoorstelling ging. Hij werd er door de magie van het poppenspel gegrepen en spoedig speelde hij zijn eigen poppenvoorstellingen: op zijn negende speelde hij voorstellingen voor familie en vriendjes met zelfgemaakte poppen.
Op de middelbare school, in de periode van 1971 tot 1975, was hij vaak te vinden in het lokale poppentheater Merlijn in Haarlem (bekend van de televisieprogramma Rikkie en Slingertje). Hij begon er als manusje-van-alles, maar werd spoedig - hij was toen veertien - assistent van Rien Baartmans, de poppenspeler en eigenaar van het theater, bij zijn voorstellingen. Op zijn zestiende speelde Verstappen op scholen en kreeg hij de kans om voor een zieke collega in te vallen en voor een uitverkochte zaal op te treden in De Brakke Grond, het theatermekka in die tijd in Amsterdam.

### Opleiding
Verstappen ging in 1977 naar de lerarenopleiding d'Witte Lelie in Amsterdam. Hij had er handvaardigheid en tekenen, waarvan veel vakken hem van pas kwamen voor zijn werk als poppenmaker en poppenspeler. In die periode werkte Verstappen met andere studenten aan een beeldend theaterproject onder begeleiding van performance kunstenaar Robert Jasper Grootveld, die daartoe als gastdocent was aangetrokken. KRO radioprogramma Rauhfaser deed hiervan verslag. Met een medestudent deed Verstappen in 1983 een beeldend theaterproject als eindexamenproject. Hierbij kregen ze steun en advies van de Amsterdamse theatergroep Dogtroep. De uitvoering van het project was in de IJsbreker.

### Carrière

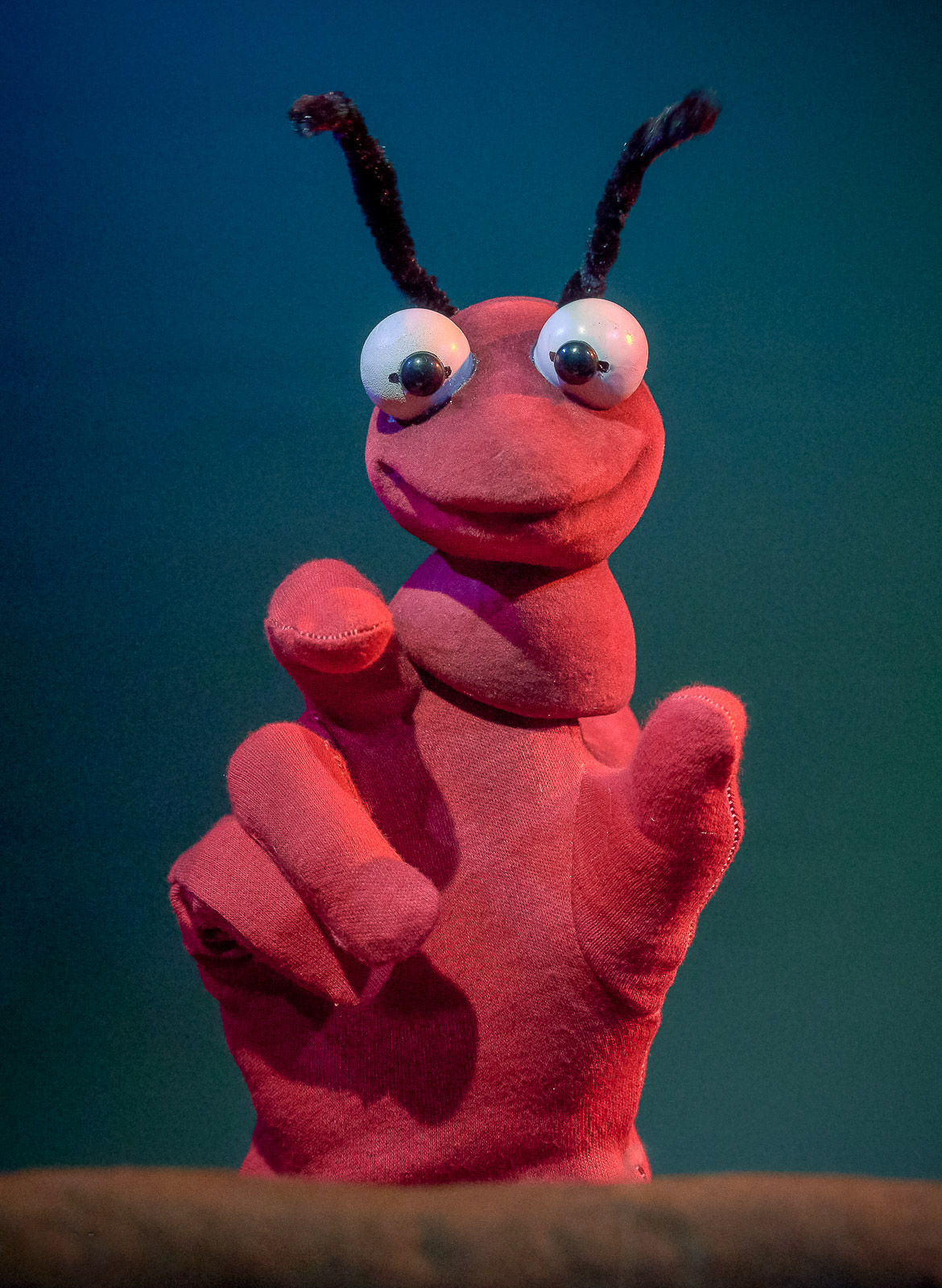
Een handpop ontworpen door Verstappen

Als poppenspeler was Verstappen in 1984 betrokken bij de speelfilm Pompy de Robodoll van Tom Manders Jr., zoon van. Aan het eind van dat jaar richtte Verstappen Stichting Theater De Spotvogel op.
In 1988-1989 was Verstappen actief als poppenspeler/acteur bij Jeugdkomedie Amsterdam in de musical Broodje Boek van Mies Bouhuys en Joop Stokkermans, waarbij de poppenspelregie door Feike Boschma verzorgd werd.
In de jaren 1990-91 toerde Verstappen rond met de voorstelling Aangespoeld. Op kosten van het ministerie van WVC toerde hij met deze voorstelling ook door Japan.
In dezelfde periode startte Verstappen een samenwerking met programmamaker en toenmalig talent Camiel Schouwenaar. Het ging om een kip in drie televisie-items in opdracht van producent Burny Bos voor de AVRO. De kip kwam de jaren daarop nog in diverse uitvoeringen terug. De samenwerking met Schouwenaar zou jarenlang voortduren.
Rond de eeuwwisseling had Verstappen een eigen poppentheater op een vaste locatie in het Efteling Golden-Tulip hotel. Tot 2008 rolden daaruit nog diverse opdrachten voor de vervaardiging van poppen, handpoppen en grote marionnetten voor andere producties die op de Efteling gemaakt werden.
Overigens heeft Verstappen naast het poppenspelen en -maken ook diverse parttime banen als leraar beeldende vakken in het voortgezet onderwijs gehad, zoals aan de mbo theaterschool in Rotterdam. In 1984 zette hij een poppenspelproject met mavoleerlingen op, waarvan de einduitvoering in schouwburg De Blinkert te Schoorl gehouden werd. Het leraarschap deed hij tot in het eerste decennium na de eeuwwisseling.
Anno 2020 verzorgde Verstappen kindervoorstellingen en ontwikkelde hij televisieprogramma’s. Hij treedt op in theaters, scholen en buurtcentra in binnen- en buitenland. Tevens geeft hij workshops en masterclasses voor poppenspelers. Het maken van poppen voor theater en televisie werd echter een steeds belangrijker activiteit in Verstappens onderneming. Dit werk doet hij sinds de zomer van 2021 in zijn atelier in Almere.

## Oeuvre

### Poppenproductie

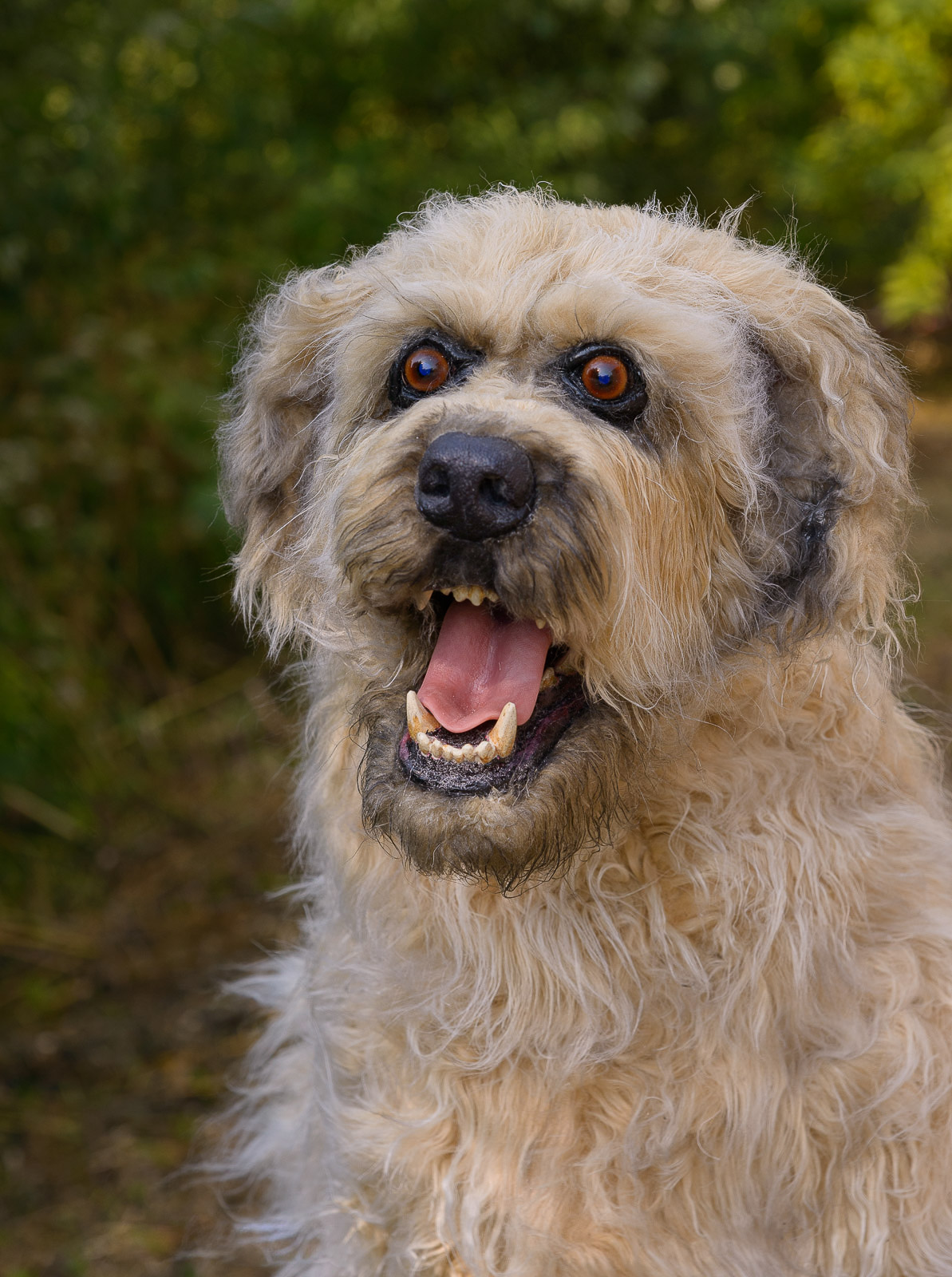
Realistische handpop gemaakt voor de televisieserie 'Kosmoo' van Studio 100

Verstappen heeft een gespecialiseerde studio waar hij poppen gemaakt heeft voor de verfilmingen van Annie M.G. Schmidts Otje en Ibbeltje en voor de televisieseries Kip en Pakweg de Pakstraat.
Daarnaast heeft hij ook poppen gemaakt voor onder meer de VPRO, Studio 100, NTR, Talpa, NCRV, RTL en MTV.

### Filmografie
- Pakweg de Pakstraat (Televisieserie, 1996-1997)[19]
- Otje (Televisieserie, 1998)[20]
- Kip (Televisieserie, 1998)[21]
- Ibbeltje (Televisieserie, 2004)[22]
- Huisje, Boompje, Beestje (Schooltelevisieprogramma, 1988-2014)[23]

### Theaterproducties
- De hik van Rembrandt
- Egel en de Trollebol
- En nu...van vroeger
- Het vrreselijk verschrrikkelijke avontuur van Cor de Kraai
- Cor Kraai in de wolken
- Piet redt het Sinterklaasfeest
- Het Boek van Eekhoorn
- Baas Boven Baas
- Bollo gaat op Avontuur (special voor Landal Greenparks)
- De wolkenreis[24]

## Erkenningen

### Prijzen en nominaties

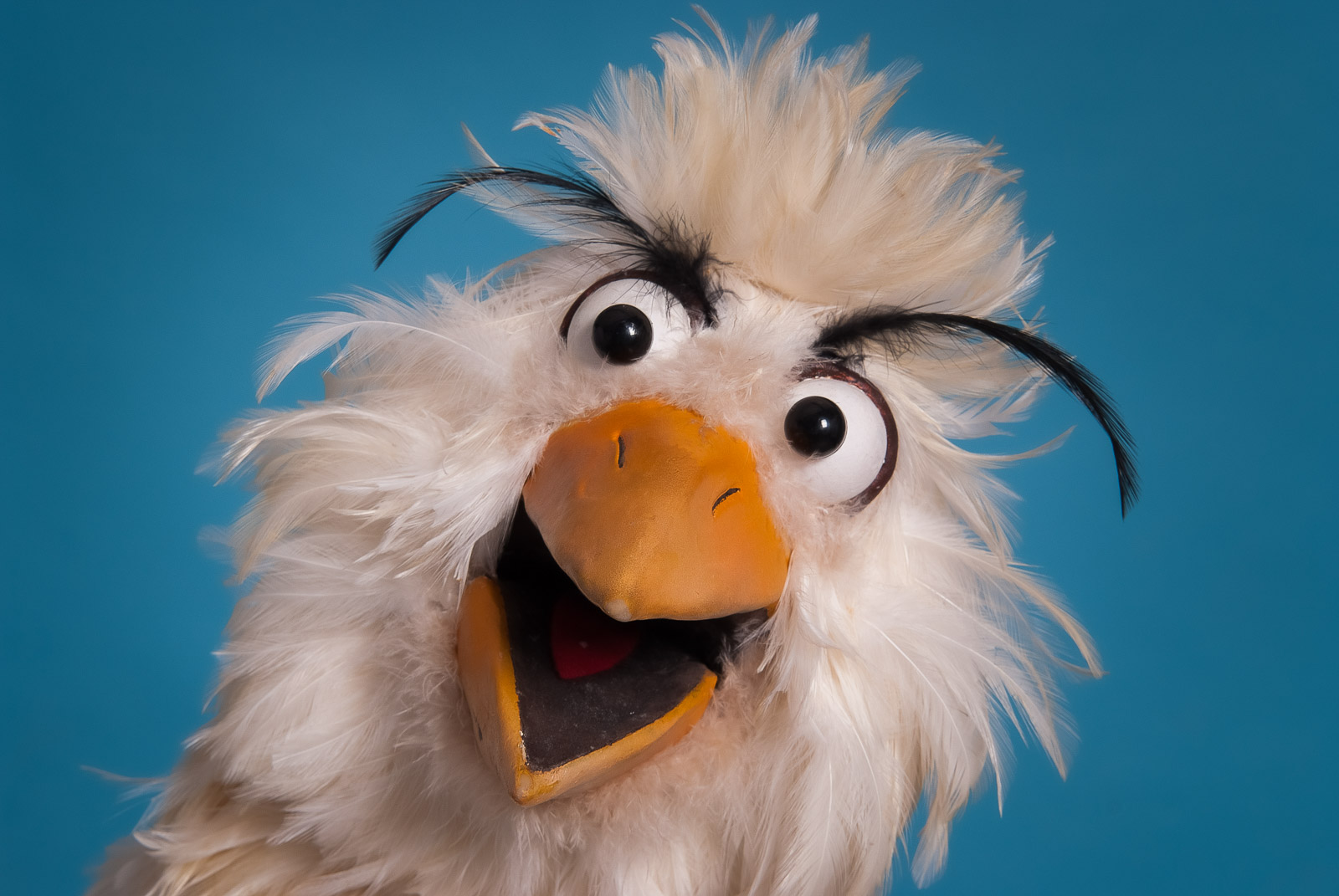
De pop 'Raaf' uit Huisje Boompje Beestje van de NTR.

Voor zijn werk ontving Verstappen diverse prijzen en nominaties.
Hiervan vielen er meerdere van zijn voorstellingen met Kip ten deel: tijdens het 10e Chicago International Children's Film Festival in 1993, toen hij er met Camiel Schouwenaar optrad met de voorstelling Six Chicken Stories, kreeg hij een nominatie voor zijn poppen. In 1998 ontving hij een nominatie voor Kip op het Cinekid kinderfilmfestival. En in 2000 won hij er de Gouden Zapper mee in de categorie 'televisieserie/drama' tijdens het Europees Jeugdfilmfestival Vlaanderen.
Met zijn voorstelling En nu... van vroeger op het poppentheaterfestival van Weesp in 2007 won hij de publieksprijs.

### Tentoonstelling
Sinds het najaar 2022 is in het Speelgoedmuseum in Deventer de expositie Max Verstappen: Master of Puppets ingericht, een expositie over Verstappen en het ambacht als poppenmaker.